# Alexandre Étienne Choron
För musikern med likartat namn se Alexandre-Étienne Choron

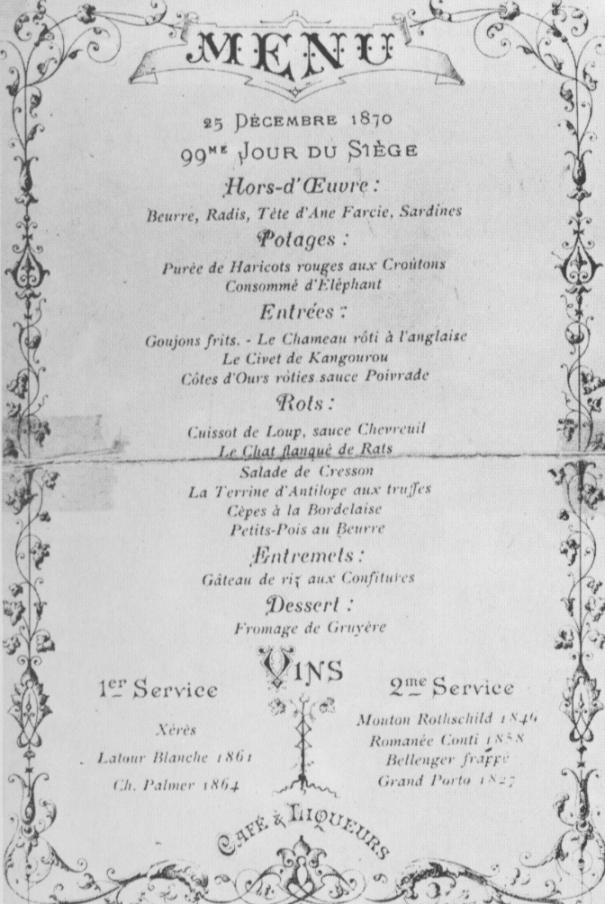
Chorons meny för 1870 års julfirande på Restaurant Voisin.

Alexandre Étienne Choron, född 1837 i Caen i Calvados, död 1924, var en fransk kock och köksmästare. Som köksmästare på den firade restaurangen Voisin i Paris gav han namn till Choronsåsen, en bearnaisesås som förstärks med tomatpuré innan den reduceras.
Alexandre Étienne Choron är också ihågkommen för rätterna som serverades under den preussiska belägringen av Paris under det fransk-tyska kriget 1870-1871. Under belägringen tvingades Paris befolkning äta katter, hundar och råttor. Borgarskapet vägrade att äta sådan ”lågt stående” föda och efterfrågan efter god mat på lyxrestaurangerna var fortsatt hög. När förråden minskade tvingades restaurangerna improvisera.  Alexandre Étienne Choron kom att tänka på djuren på den lokala djurparken och började servera rätter tillagade på exotiska djur. Till julen 1870 komponerade han en meny bestående av de bästa delarna av djuren på Jardin d'acclimatation, en av Paris zoologiska trädgårdar.. Menyn, bland annat bestående av fyllt åsnehuvud, elefantconsommé, helstekt kamel, kängurugryta, björnramar ugnsstekta i pepparsås, varg i hjortsås, katt med råtta och antilop i tryffelsås, blev legendarisk. Menyn serverades med vinerna Mouton-Rothschild 1846, Romanée-Conti 1858 och Château Palmer 1864.
Särskilt berömd blev Alexandre Étienne Choron för sina anrättningar av elefant: Trompe d’éléphant in sauce chasseur och Éléphant bourguignon. Efter att ha serverat elefanten från Jardin d'acclimatation på julbordet 1870 serverades elefanterna Castor och Pollux från Paris Zoo på nyårsafton och i januari köptes elefanten på Paris botaniska trädgård för 15 franc per pund. Den 13 januari tog elefanterna slut på Restaurant Voisin och ersattes med häst. Två veckor senare hävdes belägringen.